# Arènes de Santo Domingo
Les arènes de Santo-Domingo (en espagnol : Plaza de toros Santo Domingo) sont les arènes de la ville colombienne de Florencia, capitale du département de Caquetá au Sud-Ouest de la Colombie. Inaugurée en 1985, elles ont une capacité de 5000 places

## Histoire
Construites sur commande par le narco-trafiquant Leonidas Vargas, associé au cartel de Medellín, recherché par la direction des stupéfiants colombienne, et assassiné à Madrid en 1996, la propriété du bâtiment a été confisquée en septembre 2010 par la Direction Nationale des stupéfiants colombienne, et transférée à la Caisse d'allocations familiales du département de Caquetá (Caja de Compensación Familiar del Caquetá) en même temps que des terrains.  Elle est gérée par l'ex-matador Jesús Gonzalo Galindo Scarpeta « El Timy del Caquetá », qui a pris son alternative dans ces mêmes arènes avec pour parrain, Pepe Cáceres  et pour témoin, Antonio José Galán  devant des taureaux de la ganadería de Achury Viejo le 13 octobre 1985. 
La feria de Florencia se déroule le 9 décembre, avec des spectacles taurins organisés par l'association Taurinos solidarios, association internationale de bienfaisance dirigée en Colombie par Manolo Delgado, au bénéfice des populations amazoniennes.